# Orsej
Orsej (Ficaria) je rod rostlin z čeledi pryskyřníkovité (Ranunculaceae). Mnozí autoři rod neuznávají a druhy pak řadí do rodu pryskyřník (Ranunculus s.l.). Jedovatý.

## Popis
Jedná se o vytrvalé byliny s kyjovitě ztlustlými kořenovými hlízami. Lodyha je často vystoupavá, někdy kořenující, v paždí listů se vyvíjí pacibulky nebo pacibulky chybí. Listy jsou jednoduché, dlouze řapíkaté či nejvyšší s kratšími řapíky. Čepele jsou srdčitě vejčité až okrouhle ledvinité, lysé, na okraji nepravidelně vroubkované. Kališní lístky jsou zelené, zpravidla jich je 3–6. Korunní lístky jsou úzce vejčité, převážně žluté, jich je 6–12. Tyčinek je mnoho. Kvetou brzy na jaře, většinou v březnu až v květnu. Plodem je nažka, nažky jsou uspořádány do souplodí. Někdy ale bývají zakrnělé a rostlina se rozmnožuje vegetativně. Počet chromozómů je 2n=16, 24 nebo 32.

## Rozšíření
Je známo asi 5 druhů, ale záleží na taxonomickém pojetí, zda se některé druhy nepovažují jen z poddruhy orseje jarního. Přirozeně je rod orsej rozšířen v Evropě s přesahem do jihozápadní Asie a severní Afriky. Jinde (třeba v Severní Americe) roste jen adventivně.

## Druhy
- Ficaria fascicularis
- Ficaria ficarioides
- Ficaria popovii
- Ficaria verna[3]
- Ficaria calthifolia[3]